# Günther Habermann
Pour les articles homonymes, voir Habermann (homonymie).
Günther Habermann (né le 23 février 1950) est un ancien arbitre est-allemand, puis allemand, de football, affilié à Weißensee. 
Arbitre dès 1968, il arbitre en D1 est-allemande de 1975 à 1990 et il est international de 1985 à 1991.

## Carrière
Il officie dans des compétitions majeures : 
- Coupe du monde de football des moins de 20 ans 1987 (1 match)
- Deutsche Fußballmeisterschaft der A-Junioren 1993-1994 (de) (finale)
- Championnat d'Allemagne de football amateur 1996 (finale)